# Eleutherodactylus albipes
Az Eleutherodactylus albipes a kétéltűek (Amphibia) osztályába, a békák (Anura) rendjébe és az Eleutherodactylidae családba tartozó faj.

## Előfordulása
Kuba szigetén honos. A természetes élőhelye szubtrópusi és trópusi hegyi esőerdők.

## Megjelenése
A nőstény 33 milliméter, a hím kicsit kisebb. Színe sötétbarna.